# Radikal 51
Radikal 51 mit der Bedeutung „Schild“ ist eines von 31 traditionellen Radikalen der chinesischen Schrift, die aus drei Strichen bestehen.
Mit 8 Zeichenverbindungen in Mathews’ Chinese-English Dictionary kommt es nur sehr selten im Lexikon vor. Heute führen einige moderne chinesische Wörterbücher 干 nicht mehr als Radikal.
Das Siegelschriftzeichen stellt eine Gabel oder Forke dar, ein Jagdgerät. Dieser Sinn kommt es noch heute in der chinesischen Wendung 大动干戈 (= Krieg führen) vor.
Das Zeichen ist ähnlich dem Katakanazeichen チ „chi“.
Im zusammengesetzten Zeichen tritt 干 meist als Lautträger auf wie in:
- 杆 (= Pfahl),
- 竿 (= Stange),
- 肝 (= Leber),
- 刊 (= drucken),
- 汗 (= Schweiß) u. a.

Das heutige chinesische Kurzzeichen 干 in 干燥 (= trocken) und in 干部 (= Kader) hat mit dem ursprünglichen Radikal nichts zu tun. 干 ist hier die Verkürzung zweier unterschiedlicher Zeichen, nämlich „machen, arbeiten“ in 干部 und 乾 (= getrocknet) in 乾燥 (= trocken). In beiden Fällen ist das Zeichen 干 lediglich ein Lautträger. Die Schriftreform ließ von beiden Zeichen nur noch die Form 干 übrig.
Die japanische und chinesische Version von Prosit ist 乾杯 (kampai), bestehend aus den beiden Schriftzeichen für „trocken“ und „Glas“ bzw. „Becher“.

## Schriftzeichenverbindungen, die vom Radikal 51 regiert werden
| Striche | Zeichen  |
| ------- | -------- |
| +0      | 干       |
| +02     | 平       |
| +03     | 年 幵 并 |
| +05     | 幷 幸    |
| +10     | 幹       |

 Im Unicodeblock Kangxi-Radikale ist das Radikal 51 unter der Codepointnummer 12.082 (U+2F32) codiert.